# Dragan Ogurlić
Dragan Ogurlić (Rijeka, 30. travnja 1963.), hrvatski novinar, nakladnik i pisac, direktor izdavačke kuće Naklada Val i knjižare Val u centru Rijeke.

## Životopis
Osnovnu školu i gimnaziju završio u Rijeci, a studij sociologije na Filozofskom fakultetu u Zagrebu. Diplomirao na književnim distopijama 20. stoljeća. Od 1989. godine radi u riječkom "Novom listu" kao novinar i urednik. Od 2012. na čelu je izdavačke kuće Adamić kao direktor i glavni urednik. Od svibnja 2017. vlasnik je i urednik izdavačke kuće Naklada Val, a 21. prosinca 2018. otvara knjižaru Val u središtu Rijeke.  
Objavio je sedamnaest autorskih knjiga, a kao urednik priredio i uredio te kao izdavač producirao više od stotinu naslova. Objavio i velik broj kolumni, reportaža, feljtona, pripovijesti, leksikografskih bilješki i raznog drugog štiva u različitim publikacijama.      
Kao direktor Izdavačke kuće Adamić od početka 2012. do konca 2016. potpisao kao urednik svih 65 objavljenih naslova. Najuspješniji među njima su "Smijeh slobode" (autor Boris Pavelić,ukupno pet izdanja), "Razgovori sa Smojom" (Boris Dežulović, dva izdanja), "Blago Jadrana" (autori Danijel Frka i Jasen Mesić), "Zovem u vezi posla" (Boba Đuderija), monografija Grabovac, te monografije Primorsko-goranske županije, Rijeke i Opatije, slikovnice, etno kuharice, zbirke poezije i čakavske zbirke. U Nakladi Val nastavlja objavljivati recentna izdanja (Monografija Radoičić, Monografija Općine Kanfanar, O vremenu i klimi Rijeke i Kvarnera...).     
Kao autor sustavno objavljuje od 1980. godine u omladinskim listovima i časopisima. Pokretač je i glavni urednik srednjoškolskog magazina "Kult" (1981/82). Kasnije je višegodišnji urednik kulturne rubrike zagrebačkog "Studentskog lista", i glavni urednik (1986.). Član je redakcije Pitanja, a surađuje u Poletu, Dometima, Republici, Reviji, Poljima, Modroj lasti, Rivalu te u Quorumu, u čijoj biblioteci objavljuje prvu knjigu - kraći roman "Specijalne cipele" (1987.). U koautorstvu s E. Jurkovićem 1989. objavio je knjigu kratkih priča "Paralelni slalom", a 1993. i "Najljepše priče - Paralelni slalom 2", kasnije izvođenih kao predstave Otvorene scene Belveder, Ri Teatra, Tavalona itd.  
Tijekom Domovinskog rata izvještava sa svih hrvatskih bojišta i iz susjedne BiH. Godine 1993. nagrađen je "Zlatnim perom" Hrvatskog novinarskog društva za knjigu "Svjedočanstva hrvatskog domovinskog rata 91/92. - dnevnik reportera". Godine 1995. objavljuje neobičnu knjigu portreta "Ljudi s kraja stoljeća", te monografiju "Radio Rijeka - prvih 50 godina".  
Dobitnik je Nagrade grada Rijeke za knjigu "Primorske bajke i pripovijetke" (1996.), koja je doživjela ukupno tri izdanja (dva hrvatska i japansko). Slijedi kronistorija legendarnog broda "Barba Rude - brod bez voznog reda" (1998.), i "Jadranske legende" u izdanju "Adamića" (prvo izdanje, travanj 2001.). Sredinom 2001. objavljuje drugu iz serije knjiga o neobičnim ljudima i njihovim sudbinama, "Ljudi na prijelazu stoljeća" (ICR, Gorin), a u Istri pokreće "Kanfanarski list" (2000) i "Barbanski glasnik" (2001).  
Dobitnik je još jedne nagrade HND-a "Marija Jurić-Zagorka" 2006. (zajedno s kolegama iz zagrebačkog dopisništva) za najbolje uređenu rubriku Pressalije u subotnjem prilogu Novog lista "Profil" kojemu je urednik od 2002. do 2005.  Problematikom riječkih i sušačkih vatrogasaca bavi se u knjigama 100 godina vatrogastva na Sušaku (1999) i Riječke vatre (Povijest vatrogastva u Rijeci 1802-2004, Rijeka 2004). Od 2003. do 2006. pokretač je glavni urednik magazina Zvijezde (astrologija, alternativa, kultura življenja).  
Od 2005. pa sve do danas glavni je urednik magazina Primorsko-goranske županije "Zeleno i plavo" te engleskog izdanja "Green & Blue". Godine 2008. dovršava i objavljuje obimnu monografiju "Rijeka u Domovinskom ratu "većim dijelom zasnovanu na do sada nekorištenim vojnim dokumentima, nepoznatim široj javnosti, koji pružaju sliku posebnosti i velike uključenosti Rijeke i Hrvatskog primorja u pravodobne obrambene pripreme" (gen. Anton Tus). S legendarnim riječkim umjetnikom Vjekoslavom Vojom Radoičićem 2010. objavljuje knjigu pripovijedaka "Štorije", a u izdanju Naklade Val 2017. i obimnu monografiju Vjekoslava Voje Radoičića: SAN. U siječnju 2019. objavljuje zbirku priča, predaja i legendi "Gdje Perun spava" (jadranske legende) s ilustracijama Voje Radoičića. 
Autor je i nekoliko drama (Enciklopedija živih, Macondu nema tko da piše, Koma, Povratnik). Uvršten je u više antologija i panorama Quorumove i Rivalove generacije, kao i izbor "Croatian drama" (Croatian Centre of ITI-UNESCO, 1999). Prevođen je na engleski, slovenski, talijanski, norveški, njemački i japanski. Od samog osnutka član je Društva hrvatskih pisaca. Od 2018. kolumnist je portala Torpedo media.
Živi i radi u Rijeci.

## Djela
- Specijalne cipele (1987.)
- Paralelni slalom (1989.)
- Svjedočanstva hrvatskog domovinskog rata 91/92. - dnevnik reportera (1992.)
- Najljepše priče - Paralelni slalom 2 (1993.)
- Ljudi s kraja stoljeća (1995.)
- Radio Rijeka - prvih 50 godina (1995.)
- Primorske bajke i pripovijetke (1996., 1997, 1999.)
- Barba Rude - brod bez voznog reda (1998.)
- 100 godina vatrogastva na Sušaku (1999.)
- Jadranske legende (2001.)
- Ljudi na prijelazu stoljeća (2001.)
- Riječke vatre (2004.)
- Rijeka u Domovinskom ratu - Primorci, Boduli i Gorani na ličkom bojištu 1991. – 1995.(2008.)
- Štorije - priče iz primorsko-goranskog kraja (2010.)
- Gdje Perun spava (2019.)

## Drame
- Enciklopedija živih
- Macondu nema tko da piše
- Koma (monodrama, Denis Brižić 100 izvedbi)
- Povratnik

## Nagrade i priznanja
- Zlatno pero Hrvatskog novinarskog društva za knjigu "Svjedočanstva hrvatskog domovinskog rata 91/92. - dnevnik reportera" 1993.
- Nagrada grada Rijeke za knjigu "Primorske bajke i pripovijetke" 1996.
- Nagrada HND-a "Marija Jurić-Zagorka" 2006. za najbolje uređenu rubriku Pressalije u subotnjem prilogu Novog lista "Profil"
- Kao autor uključen u hrestomatiju književnih tekstova o Rijeci „Rijeka u priči“ autorice Danijele Bačić-Karković
- Monografija Kanfanar - među 25 nagrađenih izdanja - najljepše oblikovanih hrvatskih knjiga u 2018. godini po izboru Nacionalne i sveučilišne knjižnice u Zagrebu
- Knjizi "Smijeh slobode - uvod u Feral Tribune" Borisa Pavelića priznanje Mirovnog instituta „Krunoslav Sukić“ za Knjigu godine 2015.
- Za knjigu "Kad je život bio novi val" u izdanju Naklade Val autor Edi Jurković nagrađen Nagradom Grada Rijeke za 2022. godinu
- Knjižara Val je u izboru Ministarstva kulture i medija 2022. proglašena najboljom samostalnom knjižarom u Hrvatskoj, izvan Zagreba
- Slikovnica "Kamo ćemo večeras?" u izdanju Naklade Val autorice Nena Pavelić proglašena najboljom slikovnicom u Hrvatskoj za 2024. godinu, po izboru Dječjeg žirija Nagrade Ovca u kutiji – Festival slikovnice.

## Vanjske poveznice
- Službene stranice Dragana Ogurlića
- Stranica pri Hrvatskom društvu pisaca